# Carla Antonelli
Carla Delgado Gómez, más conocida como Carla Antonelli (Güímar, 13 de julio de 1959), es una actriz, política y activista transexual y por los derechos LGBT, primera diputada trans en España.
Tras unos inicios en el mundo del cine y el espectáculo, desde finales de los años setenta comenzó a realizar activismo en medios por los derechos de las personas trans en España. En 1997 comenzó a involucrarse en Grupo Federal LGTB del PSOE como Coordinadora del Área Transexual, y presionó para la aprobación de la Ley de identidad de género de 2007. Entre 2011 y 2021 fue diputada en la Asamblea de Madrid con el PSOE, y en 2022 abandonó el partido por los retrasos en la aprobación de la Ley trans y los discursos transexcluyentes difundidos por miembros del partido.
En 2023 fue elegida diputada autonómica por Más Madrid, y ese año se convirtió en la primera senadora trans como parte de la cuota autonómica del partido dentro de la coalición Sumar. Ha protagonizado la serie El síndrome de Ulises (2007-2008) y el documental El viaje de Carla (2014), y en 2024 publicó sus memorias, La mujer volcán.

## Biografía
Carla Antonelli nació en Güímar, en Canarias. Estudió arte dramático en el Conservatorio de Música y Arte Dramático de Santa Cruz de Tenerife. Salió de su ciudad natal en enero de 1977 debido a la transfobia por su identidad de género en un entorno rural. Vivió el final de la dictadura franquista y el postfranquismo, además de persecución policial. En España hasta 1979 las personas transexuales y homosexuales podían ser encarceladas bajo la Ley de peligrosidad social.
Activista por los derechos de las personas transexuales de forma directa desde el año 1977 —lo hizo por primera vez en un medio de comunicación de Las Palmas de Gran Canaria—, pedía el voto para el Partido Socialista incluso antes de la vuelta a la democracia porque argumentaba que sería la formación política que mejor defendería los derechos de las personas transexuales; a partir de ahí, su aparición en los medios ha sido habitual.
En 1980 grabó el primer documental temático sobre transexualidad que se emitió en La 2 de Televisión Española. Este documental fue secuestrado por la censura y no se emitió hasta septiembre de 1981, debido a que arremetió contra jueces por no posibilitar el cambio de nombre y sexo legalmente. Finalmente vio la luz después del fallido intento de golpe de Estado a la democracia por el coronel Antonio Tejero. 
En 1997 entró a formar parte de forma activa en el Partido Socialista Obrero Español, siendo Coordinadora del Área Transexual del Grupo Federal LGTB del PSOE. Trabajó en grupo en el programa electoral donde se incluyó el matrimonio entre personas del mismo sexo y la Ley de Identidad de Género para las personas transexuales. Además por encargo de Mercedes Gallizo, colaboró en la redacción de la norma que posibilitaba a las mujeres transexuales ingresar en los módulos femeninos, sin necesidad de una cirugía de reasignación de sexo.

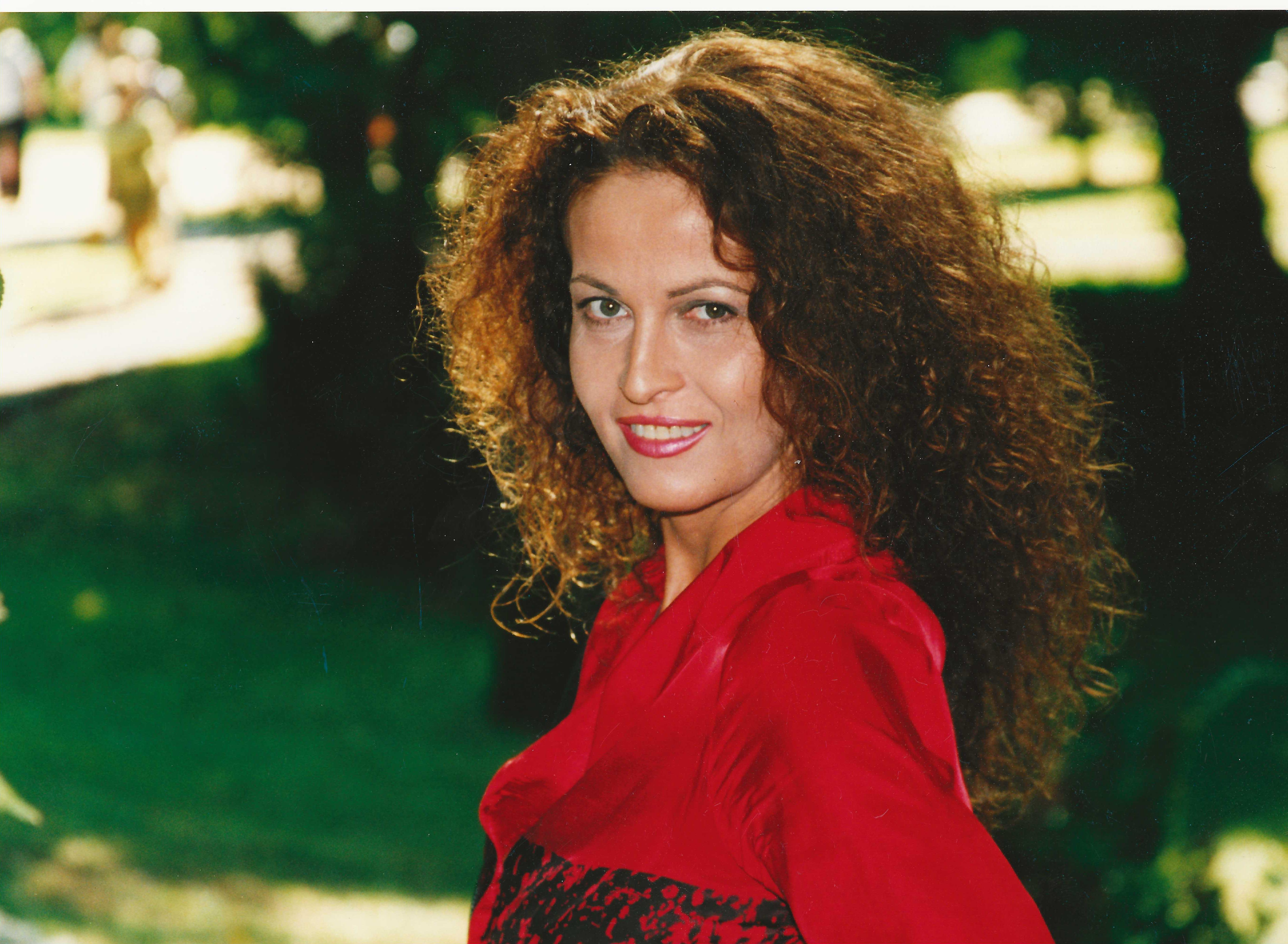
Carla Antonelli en 2003

En el año 2004 el PSOE gana las elecciones y el Congreso aprueba el matrimonio homosexual, pero la Ley de identidad de género se retrasaba una y otra vez, y cuando se vio peligrar su salida, amenazó a su Gobierno con iniciar una huelga de hambre junto a presidentas de otros colectivos si el Consejo de Ministros no aprobaba el trámite de dicha normativa. Esta cuestión tuvo una repercusión mediática nacional e internacional, al final el Gobierno después de diversas reuniones se comprometió de forma pública a tramitar la ley. Cosa que se hizo realidad el 1 de marzo de 2007. Renunció a su puesto cuando la Ley de Transexuales fue aprobada, firmada por el presidente del Gobierno y el rey de España el 17 de marzo de 2007. El 1 de julio de ese año anuncia que dejara su cargo por «motivos laborales», ya que comenzaba a grabar la serie de televisión de Antena 3 El síndrome de Ulises, convirtiéndose en la primera transexual en protagonizar una serie en la televisión española.
Fue Portavoz de Área Transexual de la Federación Estatal de Lesbianas, Gais, Transexuales y Bisexuales de España y portavoz para los medios de comunicación del Colectivo Transexualia de Madrid después de violentas agresiones a personas transexuales por grupo de neonazis en el paseo de la Castellana. 
Ha dado charlas en universidades y centros educativos. Participante en Congresos de Sexología, como el celebrado en Valladolid en octubre de 2009.
Ha viajado a Venezuela, Chile, México, Cuba, Colombia, Honduras o Argentina, país este último, que la nombró «Huésped de honor de Buenos Aires» invitada por colectivos transexuales de los países a encuentros internacionales. En Chile participó en todas las televisiones y programas de máxima audiencia del país, con entrevistas por la demanda de los derechos de las personas transexuales, en México hablo en la Cámara de los diputados y dio una conferencia en la Universidad de Mérida, en el Estado de Yucatán.
El 18 de octubre de 2022 anunció su solicitud de baja como militante del PSOE, por discrepancias respecto a la actitud del partido con la ley Trans y LGBT.
En 2024 se publica su primer libro La mujer volcán. Memorias, escrito junto a Marcos Dosantos. Fue presentado en el Centro Cultural El Pozo del Tío Raimundo del distrito de Puente de Vallecas de Madrid junto a Yolanda Díaz, Mónica García e Isa Calderón el 15 de marzo de 2024.

## Activismo y carrera política

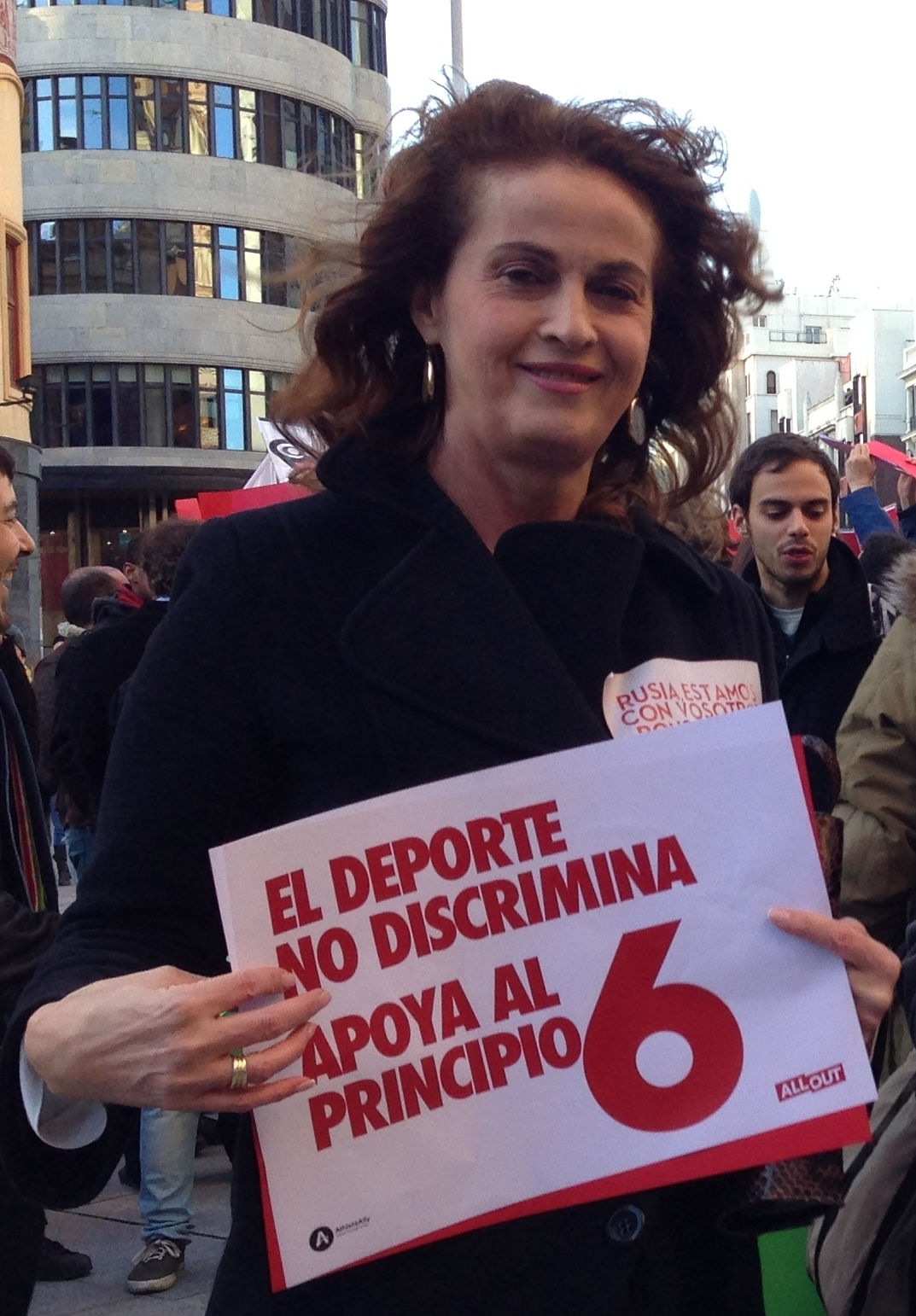
Carla Antonelli, apoyando la campaña Campaña Principio 6 contra la homofobia en Rusia en Juegos Olímpicos de Sochi 2014

Fue la coordinadora del área de transexualidad del grupo federal de gais y lesbianas del PSOE.
Fue la primera transexual de la Comunidad de Madrid que solicitó que su verdadera identidad figurase en los documentos oficiales tras la aprobación el 1 de marzo de 2007 de la Ley de Identidad de Género en España.
Anteriormente, el 26 de abril de 2006, había amenazado con emprender una huelga de hambre si el gobierno socialista no ponía una fecha para sacar adelante dicha ley.
El 17 de abril de 2007 el periódico La Razón informó que Carla Antonelli se mostró a favor del regulacionismo de la prostitución, en contra del abolicionismo de la prostitución, rechazaba la adopción de medidas «prohibicionistas» contra la prostitución en España, ya que un alto porcentaje de personas transexuales se dedican o han dedicado a dicha actividad. Antonelli señaló que la discriminación existente hacia este colectivo a la hora de buscar empleo y la ausencia de medidas positivas para fomentarlo empujan a muchas personas transexuales hacia la prostitución como único medio de vida, y que ignorar la prostitución voluntaria sería «imponer de forma fascista un pensamiento único». Dejando claro, que apoya sin ningún tipo de fisuras la persecución en temas de trata de blancas o explotación.
Carla Antonelli anunció el 2 de julio de 2007, a través de un comunicado, su salida del Grupo Federal de Gais, Lesbianas, Transexuales y Bisexuales del PSOE «por motivos de trabajo y disponibilidad». Antonelli agradece «a todas las personas del PSOE el trato recibido» a lo largo de los últimos diez años.
Carla Antonelli, que anunció que dejaba de ser la coordinadora del Área de Transexualidad del PSOE, aseguró a Público que sí era verdad que el PP le había ofrecido asumir ese mismo puesto en ese partido, pero que lo había rechazado debido a su «naturaleza intrínseca» de izquierdas. «Soy socialista, de izquierdas y zapaterista y sería una absoluta ingratitud que le hiciera esto al Gobierno que ha legislado uno de mis derechos principales», afirmó Antonelli refiriéndose a la Ley que permite a las personas transexuales cambiar de nombre y género en el Registro Civil.
En las elecciones autonómicas de 2011 fue elegida diputada en la Asamblea de Madrid por el PSOE, convirtiéndose en la primera mujer transexual en acceder a un cargo de representación parlamentaria en España.
Ponente en el año 2016 por parte del Grupo Parlamentario Socialista en la Asamblea de Madrid de la vanguardista Ley Integral de Transexualidad de la Comunidad de Madrid que tras dos intentos en anteriores legislaturas y vetada por el Partido Popular por fin sale adelante el 17 de marzo de ese año, con la abstención del Grupo Parlamentario Popular. Esta Ley fue registrada por el Grupo Socialista, Podemos y Ciudadanos al unísono, tras el ofrecimiento del PSOE de redactarla de forma conjunta con el consenso de los colectivos transexuales de la Comunidad de Madrid. Igualmente fue ponente de la Ley Contra la LGTBIfobia aprobada el 14 de julio del 2016 con 140 enmiendas de la oposición, 76 de ellas del Grupo Parlamentario Socialista.
El 23 de junio de 2023, fue designada por Más Madrid como próxima senadora por designación autonómica en sustitución de Pablo G. Perpinyà. El 17 de agosto tomó posesión del cargo, lo que la convirtió en la primera persona trans en llegar a la Cámara Alta.

## Premios y reconocimientos

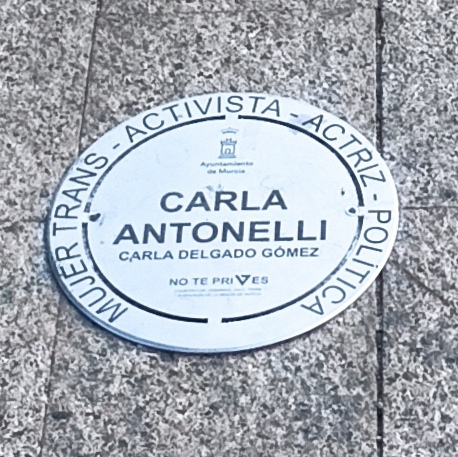
Placa conmemorativa en la Plaza de la Diversidad de la Ciudad de Murcia

- El municipio tinerfeño de Güímar la galardonó en 2009 con el Premio Cardón[31] por su trayectoria vital. Carla Antonelli salió de Güímar, huyendo de la exclusión que podría suponer desarrollar su identidad de género libremente. Más de treinta años después regresó para recibir el homenaje de su pueblo natal.

- En el 2010 fue la encargada de leer el pregón[32] de las fiestas patronales en honor de San Pedro Apóstol en el salón de actos de la Casa de la Cultura de Güímar. El pregón estuvo lleno de recuerdos emotivos de juventud. El Alcalde de la localidad, Rafael Yanes Mesa, la definió como «una adelantada a su tiempo y una firme defensora de los derechos y libertades de las personas y del respeto a las diferencias».

- Premiada por los colectivos transexuales de Cataluña y Andalucía este 2008 por su participación en la Ley de Identidad de Género. Premio de honor del XIII LesGaiCineMad en el 2008, por su papel en la serie de televisión El síndrome de Ulises. El colectivo de transexuales de Madrid, Transexualia, la premió en el 2003 y en el 2012 por su trayectoria histórica y por su activismo en defensa de los derechos de las personas transexuales. Premio «Ploma Daurada 2008» del colectivo H2O de gais, transexuales y lesbianas de Reus.

- Premio 2008[33] y 2010[34] de la Federación Estatal de Gais, lesbianas y transexuales de España, «Premios Látigos y Plumas».
- Premio «FanCineGai»  del Festival de Cine LGTB de Extremadura en el 2010.[35]
- Galardonada en la primera edición de los Premios «BaezaDiversa» junto al juez Grande-Marlaska y Pedro Zerolo.[36]
- Premio Emilio Castelar  a la Defensa de las Libertades y el Progreso de los Pueblos de Sevilla, en el 2011.[37]

- Premio Willy Brandt  de los Joves Socialistes de Valencia, 2012 «por su labor en la defensa de las libertades públicas y la igualdad».[38]

- Premio solidario de la Asociación Hegoak del País Vasco en el 2012.

- Premio Rosario Miranda 2013  del colectivo LGTB ALGARABIA de Tenerife.[39]

- Es la receptora del Premio «Racimo» destinado a reconocer los «Valores Humanos 2013», de la ciudad de Serrada, Valladolid.[40]

- Premio «Triángulo» de Andalucía 2014, de la Fundación Triángulo.
- En 2014 se presentó el documental El viaje de Carla,  dirigido por Fernando Olmeda, que relata la vida de Carla Antonelli. La cinta resultó la gran triunfadora del XIX LesGaiCineMad (Festival Internacional de cine lésbico, gai y transexual de Madrid), al conquistar dos de los galardones más importantes del palmarés, los que concede el público.[41] El público eligió esta historia como Mejor Documental (nacional e internacional) y Mejor Obra Española, el único galardón con dotación económica del festival. El viaje de Carla también obtuvo el Premio del Público al Mejor Documental del X Festival de Cine LGTB de Andalucía AndalesGai.

- Premio Victoria Kent 2016  de la Agrupación Socialista de Torremolinos, que se otorga a las mujeres que han destacado por la lucha por la igualdad.[42]

- En 2018 recibió el «Premio Pedro Zerolo» en la edición de los premios Triángulo de COGAM, previos al Orgullo de Madrid.[43]

- Premio Adela Cupido 2018  del PSOE de Badajoz, por su labor en la igualdad que le hizo entrega Guillermo Fernández Vara.[44]

- Premio Neus Casas 2018  del PSOE de Melilla por su lucha en defensa de los derechos de las personas trans.[45]

- Premio Purificación Tomás 2019  de la Agrupación Socialista de Oviedo, en reconocimiento de su trayectoria y la lucha por la igualdad en los derechos de las personas y de las mujeres transexuales.[46]

- En 2015 fue la pregonera de las Fiestas de Agosto de La Victoria de Acentejo[47] municipio del norte de Tenerife, donde manifestó que: «El topónimo de este pueblo hace referencia a un hecho bélico, pero hoy en día lo que es una auténtica batalla es seguir luchando en contra de las desigualdades sociales. Las diferencias deben enriquecer y no distanciar». Asimismo en septiembre del 2015 fue reconocida con la mención de honor de los I Premios de Andalucía LGTBI.

- El 30 de enero del año 2020 se le concede a Carla la distinción de que una calle[48] del municipio de Güímar lleve su nombre. Se aprueba así la propuesta presentada por Gonzalo Hernández  con el apoyo de Asociación de Mujeres del Valle, A.MU.VA, la Asociación de Vecinos Brisas de Chimisay de El Socorro, La Asociación de Vecinos del Puertito de Güímar, la Asociación de Vecinos de Fátima, La Asociación de Vecinos del Escobonal, la Asociación de Vecinos de San Francisco Javier, la Asociación de Vecinos de San Pedro Arriba, la Asociación de Vecinos de Chacona. La calle Carla Antonelli fue la antigua calle El Cardón.

- En 2020 recibió el reconocimiento al compromiso vital por la igualdad por parte del Ministerio de Igualdad, con motivo del Día Internacional  para la Eliminación de la Violencia contra las Mujeres.[49]

- En el 28 de octubre de 2021 fue galardonada con el Premio Taburiente al «Compromiso Social» de la Fundación Diario de Avisos, el decano de la prensa canaria con 131 años de historia.[50]«Nunca más volveremos a bajar la mirada, ni agachar la cabeza, ni pedir perdón por ser quienes somos», enfatizó Antonelli, en la gala celebrada en el Teatro Guimerà de Santa Cruz de Tenerife.

- El 8 de junio de 2023 el Cabildo de Tenerife concedió la Medalla de oro de la isla[51] que le fue entregada el 9 de mayo de 2025.[52]

## Filmografía

### Películas
- 1980: Hijos de papá, de Rafael Gil.
- 1981: Pepe no me des tormento, de José María Gutiérrez.
- 1981: Las guapas y locas chicas de Ibiza, de Siggi Ghotz.
- 1982: Adolescencia, de Germán Llorente.
- 1999: Extraños, de Imanol Uribe.
- 2009: El vuelo del tren, de Paco Torres.
- 2014: El viaje de Carla, de Fernando Olmeda.

### Series de televisión
Carla Antonelli ha tenido pequeñas intervenciones en varias series de televisión. También tuvo un personaje fijo en una serie de ficción de Antena 3:
- 2020, Veneno. 2020; episodio 6.
- 2007-2008, El síndrome de Ulises (Antena 3).[53]
- 1999-2002 El comisario (Telecinco); capítulo 72.
- 2001, Policías (Antena 3); capítulo 50.
- 2000, Periodistas (Telecinco); capítulo 62.
- 1999, Tío Willy (TVE).

### Libros
- Carla Antonelli y Marcos Dosantos. La mujer volcán. Memorias, 2024, Plaza & Janés.

## Teatro
Carla Antonelli fue la corifea en la obra Lisístrata que se representó durante el Festival Internacional de Teatro Clásico de Mérida en el teatro romano de la ciudad del 29 de julio al 8 de agosto de 2010, con Paco León de protagonista. Fue la primera vez que una actriz transexual interpretó un personaje principal en el teatro emeritense. Se trata de la corifea, líder del coro de mujeres, en la obra de Aristófanes. La adaptación del guion estuvo a cargo de Joaquín Oristrell y Jérôme Savary, siendo este último quien la dirigió. La obra se convirtió en el espectáculo más visto de toda la historia del Festival de Mérida con 29.346 espectadores en sus diez funciones.

## Música
- 2009: Imperfecta mujer, participación en el videoclip musical del cantante Víctor Naranjo [57]
- 2021: Qué sabrán, participación en el videoclip musical de la cantante Ana Guerra.
- 2024: Ahora viene lo mejor, participación en el videoclip de la cantante y actriz Juani Ruiz.